# Delitto del trapano
Il delitto del trapano è un caso di omicidio, avvenuto nella notte del 5 settembre 1995, in Vico degli Indoratori 64R, nel centro storico di Genova. La vittima era Luigia Borrelli, 42 anni, ex infermiera, nota anche col nome di "Antonella", prostituta nel caruggio dove è stata assassinata. Il delitto prende il nome dall'utensile usato per uccidere la vittima; è ricordato dalle cronache come uno dei più efferati commessi nel capoluogo ligure in tempi recenti ed è rimasto a lungo irrisolto, anche se le indagini sono state riaperte. Il presunto colpevole e indagato è stato poi individuato, grazie al DNA, in Fortunato Verduci, un carrozziere.

## Storia
Luigia Borrelli nacque negli anni cinquanta ad Iglesias, in Sardegna, ma alla fine degli anni settanta si trasferì a Genova, dove trovò un'occupazione come infermiera presso l'ospedale San Martino. In città conobbe anche l'uomo con cui andò a convivere, Mario Arnaldo Andreini, magazziniere divorziato, con cui ebbe due figli. Verso la fine degli anni ottanta, Andreini cercò di aprire un bar proprio nel quartiere dove lavorava Luigia; non avendo i soldi necessari per ristrutturare il locale, l'uomo si indebitò con gli usurai per 250 milioni di lire. Nel febbraio 1990 Andreini morì per un infarto, lasciando a Luigia il compito di mantenere i due figli e di ripagare il grande debito di cui lei era stata all'oscuro fino a quel momento.
Minacciata e pressata dagli usurai, nel 1992 Luigia venne costretta a fare una scelta difficile: si licenziò come infermiera e iniziò a prostituirsi col nome fittizio di "Antonella" per poter pagare il debito, prendendo anche in affitto un fondo nel carrugio di Vico degli Indoratori al numero 64, a pochi passi dalla cattedrale di San Lorenzo, dove poter esercitare. Nel luglio 1993, a causa dello sfratto, si spostò a vivere da Corso Gastaldi, nel quartiere Foce, a via Monticelli, a Marassi, ma era nel quartiere del Molo che riuscì a crearsi un giro di clientela piuttosto vasto, tanto da poterle permettere di pagare affitto e usura, attirandosi anche le antipatie di altre prostitute sotto protettore. Ai figli raccontava di fare la badante presso un'anziana signora, Adriana Fravega, che era un'ex prostituta proprietaria del fondo dove Luigia organizzava gli appuntamenti.
Il giorno del suo assassinio, martedì 5 settembre 1995, "Antonella" venne vista fare colazione al bar, verso le 10.30 del mattino, all'angolo tra Piazza Carloforte e via Bonifacio, a pochi passi da casa sua, una tappa abituale, come ricordò il titolare del bar. Successivamente, la donna venne avvistata, intorno all'una del pomeriggio, in una pizzeria dove mangiava abitualmente, vicino a vico Indoratori e un'ora dopo in un bar di Piazza San Matteo, in compagnia di un'altra prostituta: fu questo il suo ultimo avvistamento da viva.
La mattina del giorno successivo, mercoledì 6 settembre, su richiesta della figlia Francesca, 19 anni, che non aveva visto rientrare a casa la madre, Fravega si recò a controllare il fondo in vico Indoratori dove poi entrò alle 8:30 grazie all'intervento dei carabinieri. Qui venne ritrovato il cadavere della Borrelli ricoperto di sangue, in un ambiente messo a soqquadro da quella che era stata una lotta tra aggressore e vittima. La donna presentava i denti spezzati, diverse ecchimosi e un trapano conficcato in gola, utensile che conferì il nome mediatico al delitto, sebbene nessuna delle dieci ferite (compresa quella inferta col trapano) risultarono essere state immediatamente mortali. Dall'esame autoptico del medico legale, il dottor Enzo Profumo, emerse che la Borrelli sarebbe stata aggredita tra le 21 e le 23 della sera precedente e sarebbe morta successivamente per le gravi ferite riportate.

## Le indagini e gli indiziati
Il primo tra gli indiziati diventò l'altro figlio di Luigia, Roberto, 22 anni, disoccupato scapestrato che rincasava spesso a notte fonda, in passato aveva alzato le mani sulle madre e, secondo gli archivi, era stato anche visto in compagnia di personaggi della malavita locale. Non trovando nessuna prova o indizio a suo carico, nonostante i lunghi interrogatori il giorno della scoperta del cadavere, alla fine venne rilasciato. L'11 settembre 1995 le indagini si spostarono su un elettricista, Ottavio Salis, anche lui sardo, 52 anni, residente a Teglia, sposato e con due figli, accusato da Fravega e che effettivamente lavorava alla ristrutturazione del monolocale dove operava la Borrelli (e di cui era stato anche cliente). L'indizio più eclatante, però, era che il trapano ritrovato era il suo. Inoltre, l'uomo si contraddisse più volte durante gli interrogatori, complicando la sua posizione davanti agli inquirenti, anche per via della presenza di graffi sulle sue braccia che non riuscì a giustificare: venne richiesto l'esame del DNA e il giorno successivo fu inserito nel registro degli indagati per l'omicidio. Salis, già sbattuto sulle pagine dei giornali come uno dei principali sospettati della morte della Borrelli, verso le 18:30 del 14 settembre 1995 si buttò dalla sopraelevata di fronte alla Lanterna, morendo poco dopo in ospedale: si sarebbe dovuto presentare in tribunale il giorno dopo. In tasca aveva cinque biglietti scritti di suo pugno indirizzati al maresciallo che lo aveva interrogato, alla moglie, ai familiari, agli amici e all'avvocato dove diceva di essere innocente. Una settimana dopo l'esame del DNA gli diede ragione, scagionandolo troppo tardi.
Le indagini quindi iniziarono a perlustrare il mondo della prostituzione extracomunitaria e dello spaccio di droga. Il sostituto procuratore Patrizia Petruzziello interrogò anche gli ambienti dell'usura più vicini alla donna, ma senza particolari risultati.
 Il 25 marzo 1996 avviene un'altra morte sospetta: Adriana Fravega viene trovata senza vita nella sua abitazione dopo aver assunto un forte quantitativo di barbiturici, forse perché a conoscenza di qualche indizio ulteriore sulla morte della Borrelli o per aver accusato ingiustamente Salis, poi suicidatosi. Tuttavia, il colpevole non venne trovato e le indagini si arenarono. Si fece largo l'ipotesi che il delitto fosse stato frutto di una spedizione punitiva di professionisti, teoria avallata dal commissario Silvio Bozzi della polizia scientifica di Bologna nella puntata "Antonella e Luigia" del 21 aprile 1999 nel programma Blu notte condotto da Carlo Lucarelli.
Nell'agosto 2004, presso la Procura della Repubblica di Genova venne recapitata una missiva sempre a Petruzziello che rivelava essere stata scritta dal presunto assassino della prostituta: "Sono io il mostro del trapano. Anni fa ho compiuto un omicidio, non sono mai stato preso. Ho paura di finire per sempre in galera, la mia vita sta cambiando". La lettera era considerata credibile poiché forniva elementi che solo l'assassino poteva conoscere, ma sul francobollo non vi era traccia di saliva, lasciando agli inquirenti solo ipotesi e un delitto irrisolto.
Dieci anni dopo accadde un altro tragico fatto: il 14 novembre 2014, Roberto, il figlio di Luigia, da tempo in cura per problemi psichici e forse per non aver mai superato la morte dei genitori, quella improvvisa del padre e quella assurda della madre, decise di togliersi la vita, lanciandosi dal Ponte monumentale di Genova.

### Nuovi esami del DNA
In seguito alla messa in onda, nel maggio 2022, del programma Mostri senza nome - Genova, su Sky e NowTv, una produzione di Crime + Investigation, con una puntata sul "delitto del trapano"  narrata da Matteo Caccia - con la partecipazione della Petruzziello e del giornalista Marco Menduni, cronista de Il Secolo XIX -, la figlia di un'ex collega della Borrelli riferì di ricordarsi di un primario dell'ospedale San Martino che nei giorni successivi al delitto era venuto al lavoro pieno di lividi e graffi, che era stato un cliente della donna e che sarebbe stato ricattato economicamente dalla Borrelli stessa. Nel 2023 le indagini vennero quindi riaperte con nuovi esami del DNA che scagionarono l'uomo, morto nel 2021, insieme a tutti i sospettati degli anni successivi al delitto.

### La svolta nelle indagini: il colpevole
Il 9 settembre 2024, la polizia e la Guardia di Finanza hanno identificato Fortunato Verduci, un 65enne genovese (trentenne all'epoca del fatto), dipendente di una carrozzeria di Staglieno, come sospettato del delitto. L'uomo è indagato grazie ai nuovi esami del DNA ed è stato perquisito e accusato di omicidio e rapina, anche se si è dichiarato innocente. Grazie all'evoluzione delle tecniche di genetica forense che consentono di estrarre più marcatori rispetto agli anni precedenti, esiste anche una banca dati del DNA che permette molteplici comparazioni. Gli investigatori della squadra mobile sono risaliti proprio a Verduci tramite il patrimonio genetico di un suo lontano parente nel carcere di Brescia. Sono state trovate tracce salivari ed ematiche dell'uomo proprio in vico degli Indoratori 64, localizzate in tutti i punti fondamentali che hanno segnato le fasi dell'aggressione e dell'omicidio. La Borrelli guadagnava bene, tra le 400 e le 500mila lire al giorno, mentre Verduci è sempre stato pieno di debiti e ludopatico; inoltre, è stato trovato lo stesso DNA di Verduci su un pacchetto di sigarette Diana trovato nel fondo, che l'uomo ha sempre fumato e che è stato riscontrato il 27 ottobre 2023 durante una convocazione in commissariato. Il DNA è stato rinvenuto anche sulle tracce ematiche presenti nel basso: su una tenda di separazione, su una mensola accanto al lavandino e su una copia sequestrata del Corriere Mercantile del 5 settembre 1995. Tuttavia, il giudice per le indagini preliminari Alberto Lippini ha respinto l'arresto, come richiesto dal pubblico ministero Petruzziello, riconoscendo i grandi indizi a carico dell’indagato ma dichiarando che, dopo così tanti anni, non è stata provata l’attualità delle esigenze cautelari di pericolo di fuga e reiterazione del reato. In un'intercettazione telefonica di qualche mese prima, Verduci ha affermato di aver ucciso la Borrelli "per passatempo" colpendola con uno sgabello e infierendo su di lei col trapano. È emerso anche il suo probabile coinvolgimento nell'omicidio, anch'esso irrisolto, della merciaia benestante Anna Rossi Lamberti, 72 anni, uccisa l'8 aprile 1998 sempre a Genova, a Marassi. 
I consulenti della Procura, lo psichiatra Pietro Pietrini e lo psicologo forense Marcello Garofano, hanno riferito che Borrelli sia stata uccisa con lucidità e controllo e non in preda a una crisi psicotica. Il 20 novembre 2024 la Cassazione ha confermato il non arresto preventivo dell'imputato in attesa di un processo dopo ulteriori analisi complete del suo DNA. Nel febbraio 2025 le analisi hanno confermato che il profilo genetico sia unicamente compatibile con quello di Fortunato Verduci, con probabilità di errore pari a zero, anche se le indagini sono chiuse. La Suprema corte ha poi respinto il ricorso della Procura genovese sul mancato arresto dell'imputato: "Il tempo silente, ossia il decorso di un apprezzabile lasso di tempo tra l'emissione di una misura e la commissione dei fatti contestati, ove non accompagnato da altri elementi fattuali è incompatibile con la misura cautelare"; perciò, anche in caso di condanna in primo grado, Verduci che per il delitto rischia l'ergastolo, non andrebbe in carcere almeno fino a sentenza passata in giudicato, quindi fino all'eventuale condanna in appello.
Un esponente della malavita genovese, considerato vicino al clan dei Riesi, consorteria mafiosa del quartiere Certosa, ha fornito agli inquirenti un'ipotesi diversa dall'accusa - che contrasterebbe col movente della rapina -, quella dell'esecuzione legata a un debito con la "mala" per 150 milioni di lire con un parente stretto di Verduci, in rapporti a sua volta stretti coi clan, una pista quella degli usurai già percorsa a lungo da Petruzziello.